# Angela Hundsdorfer
Angela Hundsdorfer (* 26. Februar 1974 in Garmisch-Partenkirchen) ist eine deutsche Schauspielerin, Regisseurin und Theaterpädagogin.

## Leben
Hundsdorfer wuchs in Garmisch-Partenkirchen und München auf. Nach dem Abitur studierte sie an der Ludwig-Maximilians-Universität München Neuere deutsche Literatur, Germanistische Linguistik und Philosophie. 2003 schloss sie ihr Studium mit dem Magister Artium ab, Thema der Magisterarbeit waren die Dramen Ödön von Horváths.
Parallel zu ihrem Studium spielte sie Theater und Kabarett, u. a. in Jörg Maurers Unterton in München, bei den Freilichtspielen Schwäbisch Hall, in TV-Aufzeichnungen für das Bayerische Fernsehen und auf Tourneen beim Chiemgauer Volkstheater sowie bei den Murnauer Horváth-Tagen.
Seit 2003 inszeniert Hundsdorfer auch selbst. 2003 bis 2016 war sie im Leitungsteam des KULTurSOMMER Garmisch-Partenkirchen und dort als Schauspielerin, Dramaturgin und Regisseurin tätig. Hundsdorfer ist Mitbegründerin der Denkwerkstatt – Philosophie für Kinder – sowie von KOLONASTIX – Theater für Kinder und Jugendliche. Neben ihrer Tätigkeit als Schauspielerin und Regisseurin arbeitet Hundsdorfer im kulturpädagogischen Bereich (u. a. an Schulen und Kitas, Jugendkunstschulen und außerschulischen Einrichtungen).
Hundsdorfer lebt mit ihrer Familie in Berlin.

## Theater (Auswahl)
- 1994–2001: Zahlreiche Kabarett-Rollen in „Jörg Maurers Unterton“
- 1998: Agnes in Der jüngste Tag von Ödön von Horváth
- 1998: Salome Pockerl und Titus Feuerfuchs in Der Talisman von Johann Nestroy
- 1999: Gestalt in Hochzeitsreise
- 2000: Elisabeth in Glaube Liebe Hoffnung von Ödön von Horváth
- 2000–2001: Mali Haller in Glück auf der Alm
- 2001: Werke in Hofmannsthals Jedermann
- 2002: Annika in Pippi Langstrumpf von Astrid Lindgren
- 2003: Armgard in Wilhelm Tell von Friedrich Schiller
- 2003: Die böse Hexe des Westens in Der Zauberer von Oz
- 2004: Amy in Schnee im April
- 2006: Vroni in Der Meineidbauer von Friedrich Anzengruber
- 2007: Barbara Mang in Magdalena von Ludwig Thoma
- 2008: Babette Bonholzer in Die kleinen Verwandten von Ludwig Thoma
- 2009: diverse Rollen (die uralte Morla, Dame Aioula, Prinzessin Oglamár, Urgl …) in Die unendliche Geschichte von Michael Ende
- 2010: Kröte in Die fürchterlichen Fünf
- 2010: Pumuckl (Figurenspiel) in Meister Eder und sein Pumuckl von Ellis Kaut
- 2011: Sägensengel in Das Feuer von heute ist die Asche von morgen
- 2012: Flora Baumscheer in Der Talisman von Johann Nestroy
- 2012: Die böse Stiefmutter und Gute Fee in Aschenputtel
- 2013: Kassiopeia, Wirtin, div. andere Rollen in Momo von Michael Ende
- 2013 bis heute: Kleines Gespenst in Das kleine Gespenst von Otfried Preußler
- 2013: diverse Rollen in Der ewige Spießer von Ödön von Horváth
- 2014: Die Frau in Die Wand von Marlen Haushofer
- 2015: Mirandolina in “Die Wirtin” nach Carlo Goldoni
- 2016: Kind und diverse Rollen in Max und Moritz nach Wilhelm Busch
- 2018: Lina in „Schluss mit André“ von René Freund (Regie: Mike Maas)
- 2018: Bürgerin in „Der Drache“ von Jewgenij Schwarz (Regie: Holger Mahlich)
- 2022: diverse Rollen in „Lausdirndlgeschichten“ von Lena Christ[1]

## Regie (Auswahl)
- 2000: Ryonosuke Akutagawa: Rashomon, eigene Fassung
- 2003: Frank Baum: Der Zauberer von Oz, Freilicht-Inszenierung in eigener Fassung (Freilichtspiele Schwäbisch Hall)
- 2007: Kai Hensel: Klamms Krieg (Eigenproduktion)
- 2008: William Shakespeare: Romeo und Julia, eigene Fassung
- 2008: Otfried Preußler: Der Räuber Hotzenplotz (Kultursommer Garmisch-Partenkirchen)
- 2009: Der bayrische Jedermann, Freilicht-Inszenierung in eigener Fassung (Kultursommer Garmisch-Partenkirchen)
- 2010: Ellis Kaut: Meister Eder und sein Pumuckl (Kultursommer Garmisch-Partenkirchen)
- 2011: Charles Dickens: Oliver Twist, Festival-Fassung
- 2012: Janne Teller: Nichts. Was im Leben wichtig ist, eigene Fassung
- 2012: Robert Schneider: Schlafes Bruder, Freilicht-Inszenierung in eigener Fassung (Kultursommer Garmisch-Partenkirchen)
- 2013: mit KOLONASTIX: Otfried Preußler: Das kleine Gespenst, eigene Fassung
- 2014: Marlen Haushofer: Die Wand, Freilicht-Inszenierung in eigener Fassung (Kultursommer Garmisch-Partenkirchen)
- 2014: Michael Ende: Ophelias Schattentheater, Freilicht-Inszenierung in eigener Fassung (im Rahmen der Michael-Ende-Woche beim Kultursommer Garmisch-Partenkirchen)
- 2015: Antoine de Saint-Exupéry: Der kleine Prinz, eigene Fassung (Kultursommer Garmisch-Partenkirchen)
- 2016: mit KOLONASTIX: Wilhelm Busch: Max und Moritz
- 2016: Angela Hundsdorfer: Der Räuber Kneissl. Eine bayrische Legende (Kultursommer Garmisch-Partenkirchen)
- 2018: Morton Rhue: Die Welle. Inszenierung mit Jugendlichen (Jugendkunstschule Neuruppin)
- 2018: Carl Orff: Comoedia de Christi Resurrectione. Mit dem Bach-Chor München; musikalische Leitung: Hans-Jörg Albrecht (Carl-Orff-Fest, Andechs)
- 2018: WaldWeit. Waldspaziergang mit Theater, Video-Kunst und Musik (Brandenburg)

## Film und TV (Auswahl)
- 2001: Die Scheinheiligen; Kinofilm, R: Thomas Kronthaler
- 2010: The five elements; Kurzfilm, P: Miami Ad School, Hamburg; R: Ralf Huettner
- 2010: Tausend Gedanken; Musikvideo, Einshochsechs

Chiemgauer Volkstheater
- 2000 Das Schlosshotel – als Erika Maier
- 2000: Schöne Bescherung – als Angelika
- 2001: A sauberne Welt – als Hanni
- 2001: Der Spritzbrunnen – als Martha Zitzler
- 2002: Sexy Sepp – als Lilly
- 2002: Das einfache Leben – als Babsi
- 2003: Sparmaßnahmen – als Irma Korbmacher
- 2003: Thomas auf der Himmelsleiter – als Zenzi
- 2006: Der Gockel-Kriag – als Vroni Krautmoser
- 2006: Die Sorgen eines Bürgermeisters – als Frau Rehbein
- 2006: Ein ganz geheimes Staatsgeheimnis – als Lisa Pointinger
- 2006: Weil’s Weihnachten werd – als Babsi
- 2009: Der Vatertagsausflug – als Walburga Beil